# 觀勒
觀勒，百济和尚，生卒年不詳，曾经在百济威德王时代到日本传教与鞏固百济日本同盟。日本佛教文件提及他協助佛教传播。
602年至627年間，百濟武王多次遣觀勒攜佛經及天文地理曆書方術等典籍至日本貢獻。
推古天皇三十二年（西曆六二四年），被任命為僧正，是為日本首位僧正。
日本法隆寺的西院伽藍安置有观勒的正坐像，是日本的國家級重要文物，不公開展覽。